# Ortslage
Eine Ortslage bezeichnet im deutschen Vermessungswesen in der Topografie eine zusammenhängende, mit Häusern einzeln oder geschlossen bebaute Fläche einer, gegebenenfalls auch mehrerer Ortschaften.
Im Gegensatz zu Ortschaften sind Ortslagen keine Verwaltungseinheiten. Daneben kann der Ausdruck Ortslage auch eine Lage im Ort (z. B. „an zentraler Ortslage“) bezeichnen.
Im süddeutschen Sprachraum werden Ortslagen im ländlichen Raum häufig als Weiler bezeichnet, also eine Siedlung, die kleiner als ein historisch gewachsenes Dorf ist. Im Bergischen Land ist hingegen der Begriff Hofschaft üblich.
In Österreich gibt es keine allgemein gültige amtliche Definition des Begriffes. Wenn in österreichischen Rechtsvorschriften das Wort „Ortslage“ erwähnt wird, handelt es sich um den Versuch, ein Siedlungsgebiet im ländlichen Raum zu umschreiben, z. B. in Angelegenheiten der Flurverfassung.
In Zusammenhängen der amtlichen Statistik wird in Österreich nicht nach Ortslagen gegliedert, sondern es wird offiziell je nach Größe unterschieden:
- Dorf: geschlossener Ort mit zehn oder mehr Gebäuden
- Siedlung: Siedlung, Kolonie
- Häusergruppe: (neuere) Gruppe von Häusern
- Weiler: 3 bis 9 Gebäude in engerer Lage
- Rotte: mehrere Gebäude in lockerer Anordnung ohne Rücksicht auf die Zahl
- Zerstreute Häuser, Streusiedlung: Gebäude, die über ein großes Gebiet verstreut liegen, ohne Rücksicht auf deren Anzahl
- Einzelhof, Einzelhaus, Einöde, Einschicht: 1 oder 2 benachbarte Gebäude